# Nevada (Missouri)
Nevada è un comune degli Stati Uniti d'America, situato nello Stato del Missouri, nella contea di Vernon, della quale è il capoluogo.